# Tia Cida dos Terreiros
Maria Aparecida da Silva Tarjan (São Paulo, 26 de novembro de 1940), mais conhecida como Tia Cida dos Terreiros, é uma assistente social brasileira aposentada, conhecida sobretudo como sambista.

Tia Cida é filha do cantor Blackout. Por sua atuação cultural em São Mateus, foi considerada uma "personagem central de resgate e renovação do samba na periferia de São Paulo".